# Keikop (bier)
Keikop is een Belgisch bier van hoge gisting.
Het bier wordt gebrouwen in Brouwerij De Graal te Brakel in opdracht van Brouwerij De Kassei te Arendonk. De eerste brouwsels werden in 2009 thuis gebrouwen en een jaar later werd de naam geregistreerd. Eerst werd de Keikop Tripel gebrouwen en in 2013 kwam de Keikop Saison er bij.

## Varianten
- Keikop Tripel, blond bier met een alcoholpercentage van 8,7%.
- Keikop Saison, goudblond bier, type Saison met een alcoholpercentage van 6,5%.
- Keikop Weizen, amber bier, type Weizenbier met een alcoholpercentage van 6%.